# The Seer (Tarja Turunen)
The Seer è un EP della cantante finlandese Tarja. Ne sono state prodotte solo 1000 copie, ed è stato distribuito solo nel Regno Unito.

## Tracce
1. The Seer (feat. Doro Pesch) – 4:22 (Alexander Komlew)
2. Lost Northern Star (Tägtgren Remix) – 4:35 (Kiko Masbaum, Michelle Leonard, Tarja Turunen)
3. The Reign (Score Mix) – 4:47 (Adrian Zagoritis, Torsten Stenzel, Angela Heldmann, Tarja Turunen)
4. Die Alive (Alternative Version) – 4:08 (Anders Wollbeck, Hanne Sørvaag, Mattias Lindblom, Tarja Turunen)
5. Boy and the Ghost (Izumix) – 4:14 (Jessika Lundstrom, Anine Stang, Alexander Jonsson, Mattias Lindblom, Anders Wollbeck, Tarja Turunen)
6. Calling Grace (Full Version) – 3:18 (Kiko Masbaum, Michelle Leonard, Tarja Turunen)
7. Lost Northern Star (Ambience Sublow Mix) – 4:56 (Kiko Masbaum, Michelle Leonard, Tarja Turunen)
8. Damned and Divine (live in Kuusankoski) – 5:44 (Adrian Zagoritis, Torsten Stenzel, Angela Heldmann, Tarja Turunen)
9. You Would Have Loved This (live in Kuusankoski) – 4:04 (Cori Connors)
10. Our Great Divide (live in Kuusankoski) – 5:16 (Anders Wollbeck, Hanne Sørvaag, Mattias Lindblom, Tarja Turunen)
11. Ciarán's Well (live in Kuusankoski) – 3:48 (Alex Scholpp, Michelle Leonard, Doug Wimbish, Tarja Turunen)